# Zacarias Moussaoui
Zacarias Moussaoui (San Juan de Luz, Francia, 30 de mayo de 1968) es un ciudadano francés convicto por haber participado en la red terrorista que organizó el 11-S.
Es el último hijo de Aicha el-Wafi, madre de una familia de escasos recursos con origen marroquí, la cual se separó a los 24 años de edad, tras sufrir maltratos de su marido. Zac pasó los primeros cinco años de su vida en diferentes orfanatos. A los 22 años se trasladó a Londres para continuar sus estudios de comercio internacional. Su hermano, Abdula Al-Samir, contó que ya para estos tiempos mostraba extraños comportamientos, señalando "discursos agresivos e intolerantes". En mayo de 2006 fue condenado a cadena perpetua en Estados Unidos por los atentados del 11-S.

## Biografía

### Infancia
Su madre, Aicha el-Wafi, se casó a los 14 años, y a los cinco años la familia se trasladó a Francia, donde él nació. El matrimonio se diluyó 10 años más tarde luego de que su madre dejara a su padre por maltratos, cuando él y sus hermanos aún eran jóvenes. La familia se mantuvo del pobre sueldo de Aicha, quien trabajaba de limpiadora. Según su hermano y sus compañeros de estudios, él era un amante del baloncesto, tenía la ilusión de dedicarse a dicho deporte luego de cursar el colegio.

### Nacimiento

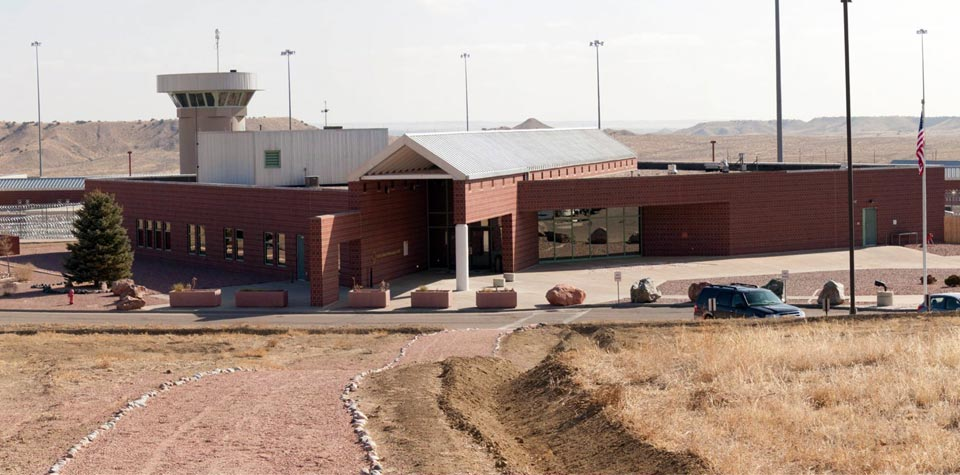
La Penitenciaria ADX Florence de los Estados Unidos.

Cuando vivía en Oklahoma, Zacarias Moussaoui fue conocido con diversos nombres, como Al Sahrawi y Shaqil de Abu Khaled. Realizó un máster en negocio internacional en que se graduó en 1995.
Ya por el año 1995, nadie de su familia sabía nada de él. Antes del atentado del 11-S, se lo identificó cercano a Abu Hamza, el condenado a 7 años de prisión por incendiar la mezquita de Finsbury Park en Londres. En 1998 pasó por un campo de entrenamiento de Al Qaida en Khalden, y fue invitado a Pakistán por Khalid Sheikh Mohammed, el número tres de la red de Osama bin Laden y presunto organizador del 11-S.
Según declaraciones de su madre, ella cree que su hijo ha sido explotado, utilizando como cabo su odio al racismo y aprovechándose de la falta de un padre en su vida.
En 2001, viajó a Estados Unidos y tomó cursos de pilotaje. Al igual que algunos de los autores de los atentados del 11 de septiembre, se entrenó en un simulador de Boeing 747. En agosto del mismo año, Moussaoui fue detenido por cargos de inmigración, pero aunque algunos agentes se preocuparon pensando en que sus cursos eran con fines violentos, le restaron importancia. Él negó ser miembro de una organización terrorista y que estuviese tomando lecciones de vuelo con el propósito de atentar contra la vida de ciudadanos estadounidenses. Sostuvo que lo hacía por puro placer personal. George Tenet, director de la CIA entre 1996 y 2004, fue informado del arresto de Moussaoui en Minnesota, un mes antes del 11-S.
Aunque aseguró no formar parte del grupo que realizó los atentados, se declaró culpable, para más adelante retractarse de dichas afirmaciones. Aceptó ayuda de los abogados, pero luego la rechazó. En abril de 2005 se volvió a declarar culpable. Uno de sus abogados, Edward MacMahon, no excluye alegar esquizofrenia.
Zac (como se lo conocía en la intimidad), pidió reunirse con Jalid Sheij Mohamed, el presunto cerebro de los ataques; Mustafá Ahmed Al Hawsawi, responsable financiero, y Ramzi bin Al Shaibah, presunto coordinador de los atentados para que atestigüen que no estaba al tanto de la trama de los ataques, aun habiendo reconocido tras 5 años de prisión ser miembro de Al-Qaeda. Más tarde dijo haber sido elegido personalmente por el propio Osama bin Laden para estrellar un avión en la Casa Blanca en un ataque posterior al 11-S.
En mayo de 2006 fue condenado a cadena perpetua. Cumple condena en ADX Florence, una cárcel federal de máxima seguridad, tiene el número de la Agencia Federal de Prisiones 51427-054.